# Rita Hayworth
Rita Hayworth (n. 17 octombrie 1918, New York City, New York, SUA – d. 14 mai 1987, New York City, New York, SUA) a fost o dansatoare și actriță americană de film care a devenit faimoasă în anii '40, fiind considerată sex simbolul acelei ere.
Hayworth s-a născut ca Margarita Carmen Cansino în Brooklyn, New York, cel mai mare copil a doi dansatori. Tatăl ei, Eduardo Cansino, era spaniol, dar de origine romă din Castilleja de la Cuesta, un orășel de lângă Sevilla, Spania. Mama ei, Volga Hayworth, era o americancă de origine irlandeză. Cuplul a mai avut doi fii, Eduardo Jr. și Vernon. Bunicul ei patern, Antonio Cansino, era un dansator clasic spaniol. Acesta avea o școală de dans. A mai primit lecții de dans și de la unchiul patern, Angel Cansino, într-un complex de la Carnegie Hall.
Înainte să împlinească cinci ani, a fost unul dintre cei patru membri ai familiei prezenți în producția The Greenwich Village Follies la Winter Garden Theatre de pe Broadway. În 1927, s-a mutat cu familia la Hollywood. Deoarece, conform legii din California, Hayworth era prea tânără pentru a lucra în cluburi de noapte și baruri, tatăl ei a luat-o cu el să lucreze peste graniță în Tijuana, Mexic. Din cauză că a lucrat, aceasta nu a absolvit niciodată liceul, dar a absolvit clasa a noua la Hamilton High din Los Angeles.
În 1935 a semnat primul său contract cu studioul Fox, debutând pe ecran cu mici solouri dansante în Under the Pampas Moon (Sub luna din pampas) și Dante's  Inferno (Infernul lui Dante).  Primul său rol major a fost în filmul Only Angels Have Wings (1939), regizat de Howard Hawks, în care a jucat alături de Cary Grant și Jean Arthur.
A apărut în 61 de filme de-a lungul a 37 de ani de carieră artistică. Pentru activitatea ei în  industria cinematografică, Hayworth a primit o stea pe Hollywood Walk of Fame la 1645 Vine Street în anul 1960.
A murit din cauza bolii Alzheimer la vârsta de 68 de ani. În memoria ei are loc anual Gala caritabilă Rita Hayworth, organizată de fiica sa, prințesa Yasmin Aga Khan.

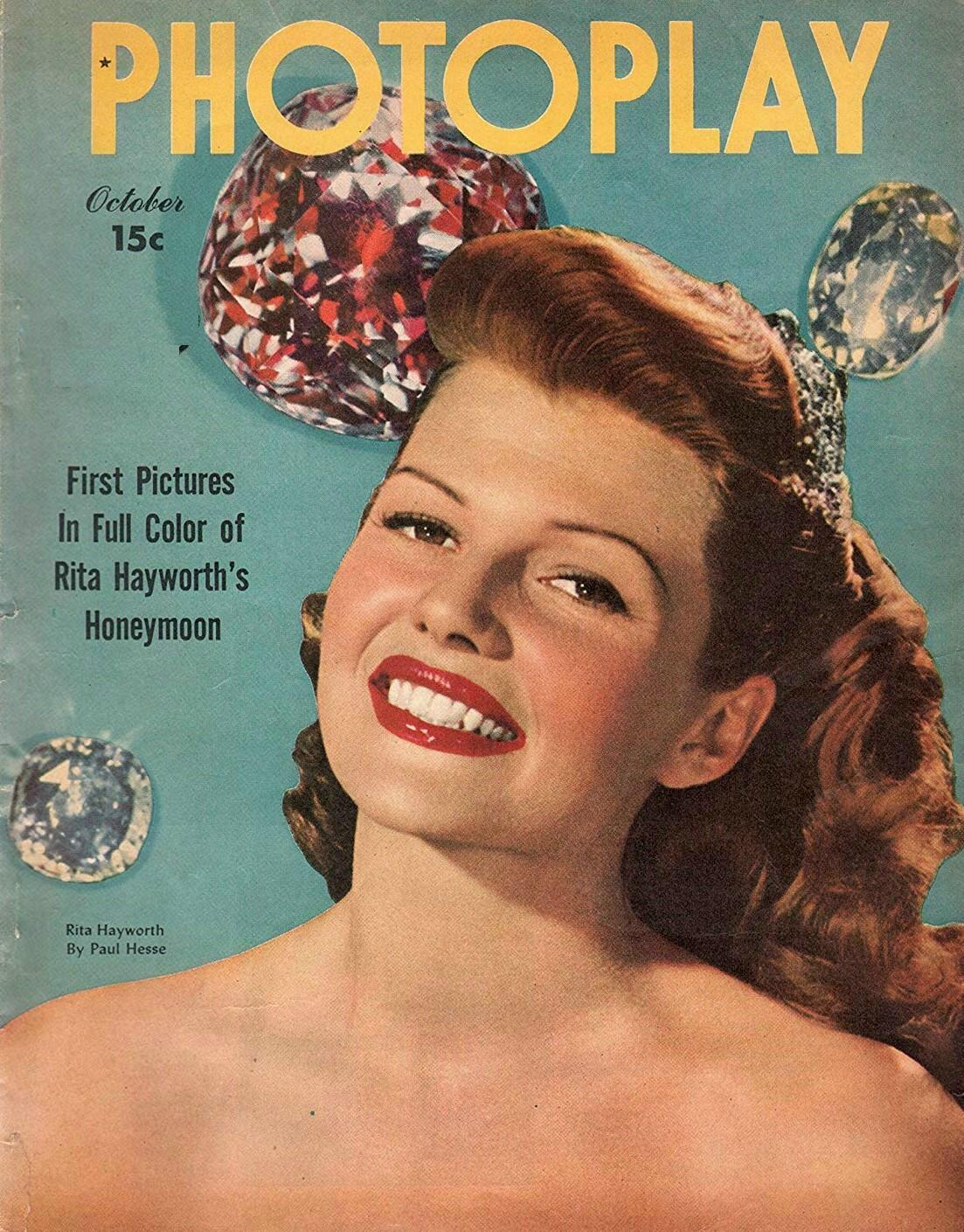
Rita Hayworth pe coperta revistei Photoplay, 1949

## Filme
- 1941 Blood and Sand
- 1941 You'll Never Get Rich cu Fred Astaire
- 1941 My Gal Sal
- 1942 Tales of Manhattan
- 1942 You Were Never Lovelier cu Fred Astaire
- 1944 Cover Girl
- 1946 Gilda, regia Charles Vidor
- 1947 Doamna din Shanghai (The Lady from Shanghai), regia Orson Welles
- 1948 The Loves of Carmen
- 1957 Pal Joey
- 1964 Circus World cu Claudia Cardinale
- 1979 Vestul sălbatic (The Wild West), regia Laurence Joachim